# United States Holocaust Memorial Museum

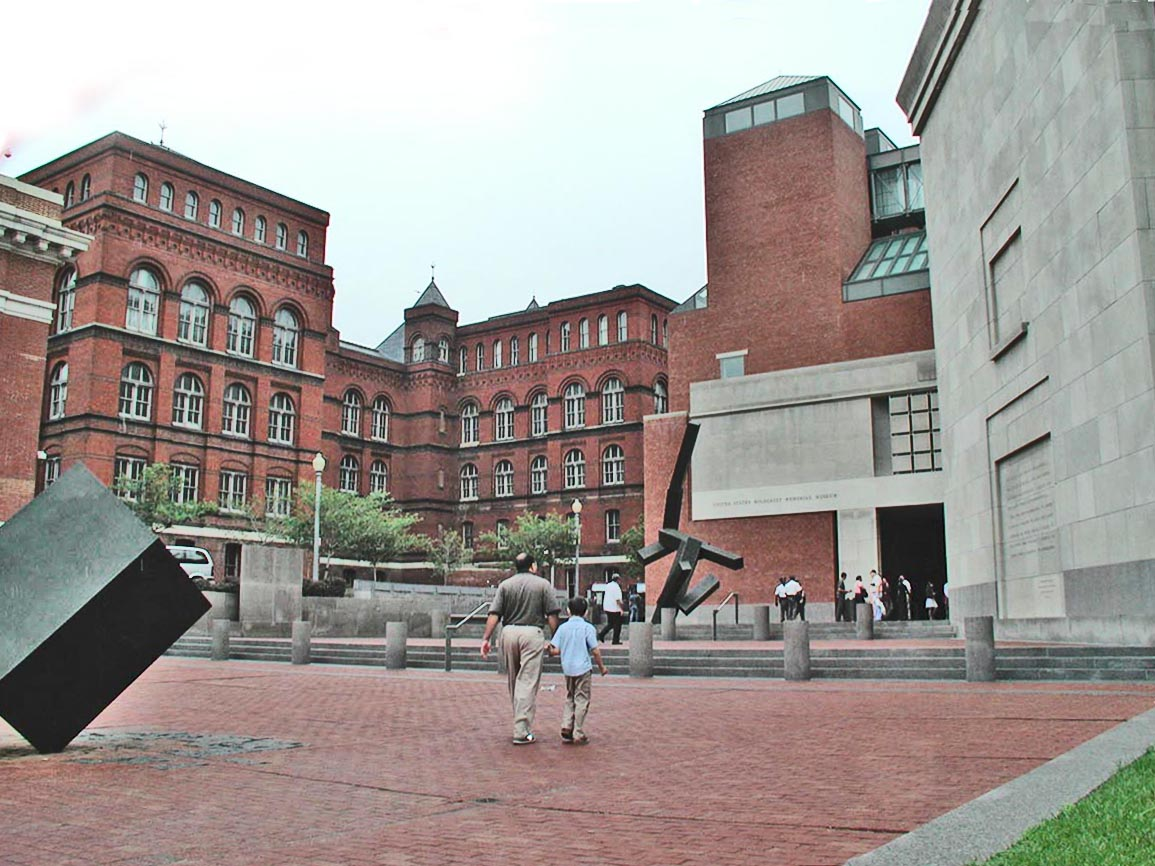
Ingang van het United States Holocaust Memorial Museum met de sculptuur Loss and Regeneration (1993) van Joel Shapiro

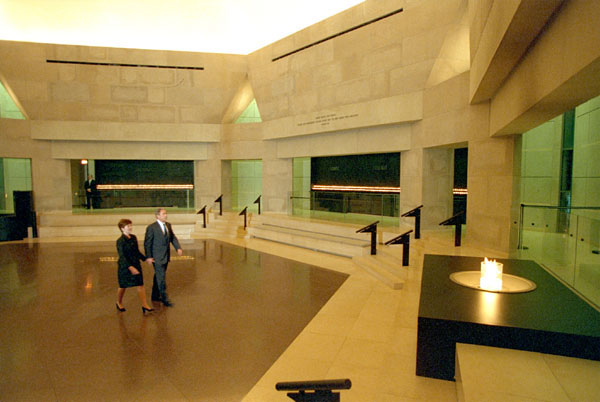
Voormalig president George W. Bush en first lady Laura Bush in het museum

Het United States Holocaust Memorial Museum is een nationaal museum in de Amerikaanse hoofdstad Washington, D.C. dat de geschiedenis van de Holocaust documenteert, presenteert en studeert. Het dient ook als het officiële Amerikaanse monument ter herdenking aan de Holocaust.
Het museum werd in 1993 geopend, en ligt nabij de National Mall, hoewel het geen deel uitmaakt van het Smithsonian Institution. De straat waar het museum aan ligt is vernoemd naar Raoul Wallenberg.
De plannen voor de bouw van het museum werden in 1980 goedgekeurd door het Amerikaans Congres. Het project werd deels gefinancierd door de Amerikaanse federale overheid en deels door particulieren. Het gebouw werd ontworpen door de Duits-Amerikaanse architect James Ingo Freed.
De permanente tentoonstelling geeft een chronologisch overzicht van de Holocaust, van de machtsgreep door de nazi's in 1933 tot de bevrijding van de concentratiekampen in 1945 en het uitroepen van de staat Israël in 1948. Onderdeel van de permanente tentoonstelling is de Tower of Faces, een drie etages hoge toren met duizend foto's van het dagelijks leven voor de Holocaust in Eisiskes, een klein dorpje in Litouwen. Voor de Tweede Wereldoorlog had dit dorpje in de gemeente Šalčininkai zo'n 3500 inwoners, voornamelijk Joods. In september 1941 werden de inwoners systematisch vermoord door de Duitse SS en Litouwse troepen.
Het museum beheert een register van Holocaustoverlevenden, dat de namen van circa 195.000 overlevenden en hun familieleden bevat. Ook beheert het museum de Holocaust Encyclopedia, een online-encyclopedie over de Holocaust, en werkt het samen met Google aan het Genocide Prevention Mapping Initiative om met Google Earth het conflict in Darfoer te documenteren.